# Луций Випстан Гал
Луций Випстан Гал (на латински: Lucius Vipstanus Gallus; * 15 пр.н.е.; † 17 г.) е претор през 17 г.

## Биография
Брат е на Марк Випстан Гал (суфектконсул 18 г.).
Гал се жени за Валерия, дъщеря на Марк Валерий Месала Месалин и Клавдия Марцела Младша, племенница на Август и сестра на Марк Валерий Месала Барбат.